# Isoberlinia doka
Espèce
Synonymes
- Berlinia doka (Craib & Stapf) Baker f.[1]

Statut de conservation UICN

 LC  : Préoccupation mineure
Isoberlinia doka est une espèce de plantes à fleurs de la famille des Fabaceae et du genre Isoberlinia. C'est un arbre présent en Afrique tropicale.

## Description

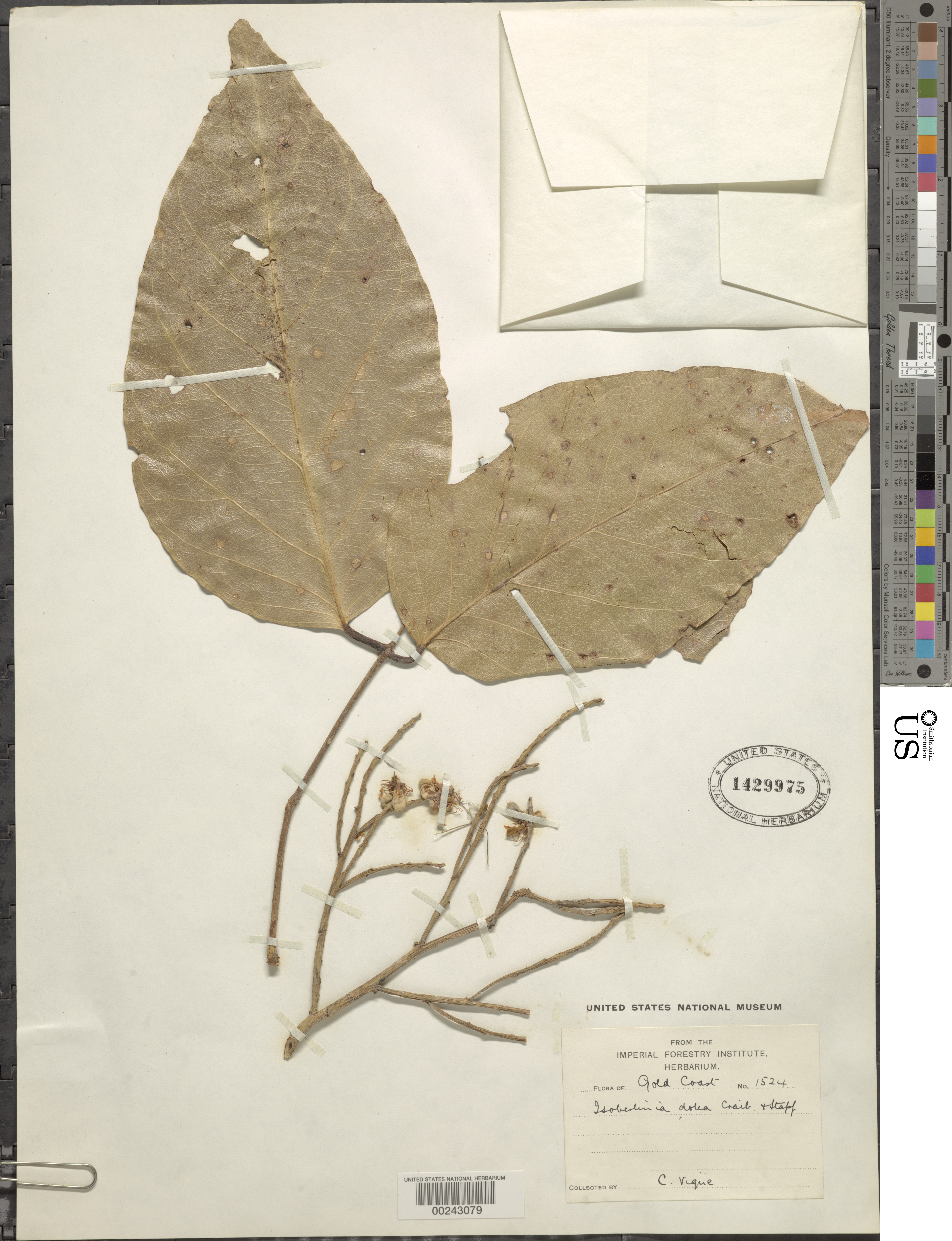
Spécimen récolté au Ghana.

C'est un arbre pérenne pouvant atteindre 20 m, à feuillage lustré et fleurs blanches. Son fût, d'une hauteur allant jusqu'à 5 m et d'un diamètre 40-60 cm, est droit et glabre. Il est souvent creux, surtout chez les individus âgés,.

## Distribution
L'espèce est présente en Afrique tropicale, au Sénégal, au Mali, en Côte d'Ivoire, jusqu'en Ouganda, au nord de la république démocratique du Congo, au Soudan, mais son aire ne s'étend pas au sud de l'équateur.

## Habitat
On la rencontre dans les savanes arborées et les forêts décidues, généralement grégaire, sur des sols sableux, latéritiques, rocheux. Elle est souvent associée à Isoberlinia tomentosa, Burkea africana, Prosopis africana, Uapaca somon ou Monotes kerstingii.

## Utilisation
Récolté à l'état sauvage, le bois est moyennement résistant, mais il est utilisé pour la construction et la petite menuiserie, les poteaux, les caisses, les traverses de chemin de fer, également comme bois de chauffe. On se sert de ses cendres, riches en potasse, pour fabriquer du savon.
Les feuilles et les pousses de l'arbre constituent l'élément principal du régime de l'Éland géant. 
L'arbre est une plante hôte pour des chenilles sauvages productrices de soie, telles que Anaphe moloneyi ou Gastroplakaeis rufescens.
Plusieurs parties de la plante sont utilisées en médecine traditionnelle, sous forme de décoction ou d'application locale. On traite ainsi fièvres (dont le paludisme), douleurs, jaunisse ou stérilité.